# Sneek
Sneek (fryz. Snits) – miasto w Holandii, we Fryzji. Stolica gminy Súdwest Fryslân. Leży przy autostradzie A7.

## Miasta partnerskie
- Kurobe